# Ian Gillan
Ian Gillan (n. 19 august 1945, Hounslow, Londra, Anglia, Regatul Unit al Marii Britanii și al Irlandei de Nord) este unul din cei mai faimoși soliști vocali de muzică rock, membru al formației engleze Deep Purple.

## Cariera
- A fost vocalistul formației Deep Purple începând din 1969 înlocuindul pe Rod Evans mai apoi fiind înlocuit de David Coverdale între anii 1973 și 1976. A fost în cea mai bună formă vocală între 1969-1973.
- După o scurtă colaborare cu Black Sabbath în 1984 își reia activitatea cu fosta formație de suflet, Deep Purple (după ce aceștia au întrerupt activitatea între anii 1976-1984), iar mai apoi fiind înlocuit de Joe Lynn Turner între anii 1990-1992.
- Din 1992 până în prezent este alături de Deep Purple.

#### Cariera solo
- În 1969 a fost vocea lui Jesus din Jesus Christ Superstar  (albumul a apărut în Anglia în 1969 și în 1970 în Statele Unite).
- În 1975 creează Ian Gillan Band schimbându-și numele, în 1978, în Gillan
- Aprilie 2006 - Gillan's Inn - proiect multimedia certificând 40 de ani de carieră
- 2006 - single Eternity
- Aprilie 2007 - DVD HighwayStar:A Journey In Rock
- Iunie 2007 cântă alături de Sed Nove și Ann Wilson în Festival of Music in Paris
- Februarie 2008 dublu album live: Live in Anhaim

## Discografie

### Cu Deep Purple

#### Albume de studio
- Deep Purple in Rock (1970)
- Fireball (1971)
- Machine Head (1972)
- Who Do We Think We Are (1973)
- Perfect Strangers (1984)
- The House of Blue Light (1987)
- The Battle Rages On (1993)
- Purpendicular (1996)
- Abandon (1998)
- Bananas (2003)
- Rapture of the Deep (2005)

#### Albume live
- Concerto for Group and Orchestra (1969)
- Made in Japan (1972)
- Deep Purple in Concert - BBC Radio sessions 1970/1972 (1980)
- Scandinavian Nights - Live in Stockholm 1970 (1988)
- Nobody's Perfect (1988)
- In the Absence of Pink - Knebworth '85 (1991)
- Gemini Suite Live '70 (1993)
- Come Hell or High Water (1994)
- Live at the Olympia '96 (1997)
- Total Abandon: Live in Australia (1999)
- Live at the Royal Albert Hall - Concerto's 30th Anniversary (2000)
- Live at the Rotterdam Ahoy (2001)
- Live in Europe 1993 (2006)
- They All Came Down To Montreux (2007)

### Ian Gillan Band
- Child in Time (1976)
- Clear Air Turbulence (1977)
- Scarabus (1977)
- Live at the Budokan (1978)

### Gillan
- Gillan (aka The Japanese Album) (1978)
- Mr. Universe #11 (UK) (1979)
- Glory Road #3 (UK) (1980)
- Future Shock #2 (UK) (1980)
- Double Trouble (live) #12 (UK) (1981)
- Magic #17 (UK) (1982)

### Cu Black Sabbath
- Born Again (1983)

### Gillan&Glover
- Accidentally on Purpose (1988)

### Garth Rockett & the Moonshiners
- Garth Rockett & The Moonshiners Live at the Ritz (1990)

### Solo
- Naked Thunder (1990)
- Toolbox (1991)
- Cherkazoo and Other Stories ('73/'75 solo sessions) (1992)
- Dreamcatcher (1997)
- Gillan's Inn (2006)
- Gillan's Inn-Deluxe Tour Edition (2007)
- Live in Anaheim, live at the House Of Blues Club, California, 2006 (2008)

### The Javelins
- Sole Agency and Representation (1994)

### Altele
- Jesus Christ Superstar (1970)